# Hell Gate Bridge
L'Hell Gate Bridge, chiamato in origine il New York Connecting Railroad Bridge o East River Arch Bridge, è un ponte ferroviario ad arco realizzato in acciaio situato a New York. Il ponte a tre binari attraversa l'Hell Gate, sull'East River, e collega il quartiere di Astoria nel Queens e le Isole di Randalls e Wards a Manhattan.
Il Tyne Bridge a Newcastle upon Tyne, in Inghilterra e il Sydney Harbour Bridge in Australia progettualmente derivano dall'Hell Gate Bridge.